# Parnot
Parnot is een plaats en voormalige gemeente in het departement Haute-Marne in Grand Est. De plaats maakt deel uit van het arrondissement Langres.

## Geschiedenis
Op 1 april 1973 ging Parnot samen met Fresnoy-en-Bassigny op in de gemeente Parnoy-en-Bassigny in een fusion-association. Dit hield in dat Parnot als commune associée nog enige mate van zelfstandigheid behield.